# Museu dels Bolos
El Museu dels Bolos és un museu ubicat al consell de Peñamellera Baja, a Astúries. El museu va obrir el 19 d'abril de 2003 i té com a finalitat mostrar de manera senzilla l'antic joc dels "bolos" a la comunitat, de gran importància històrica i cultural. Es conserva el record dels grans jugadors, els objectes emprats en el joc, aspectes de la fabricació i altres. El material era sempre la fusta.
Les diferents modalitats dels bolos es diferencien pel nombre de bolos i boles, les distàncies de llançament, la possibilitat d'una segona tirada i la ratlla que la bola ha de passar per fer un llançament vàlid; també hi pot haver un bolo especial de major valor que els altres. La tirada de la bola es pot fer rodant per terra o volant per l'aire.
El joc en general equival al nostre joc de bitlles i ja es practicava a Egipte i Grècia; els historiadors romans assenyales que els àsturs també hi jugaven. El joc va esdevenir massiu al segle xix amb concursos i desafiaments a les festes patronals; la regulació a la segona meitat del segle xx va convertir el joc d'un esdeveniment social a un esport. Les boleres foren abandonades vers 1970.
L'edifici es troba a Panes, capital del consell, i pot ser visitat durant l'estiu i Setmana Santa (en altres períodes s'ha de demanar a l'Ajuntament).